# Castillo Douglas
El Castillo Ortega, conocido como Castillo Douglas es una construcción palaciega ubicada al centro de la Ciudad de Aguascalientes, México, que antiguamente sirvió como residencia y posteriormente fue deshabitado.

## Diseño
El castillo Douglas es una construcción palaciega ubicada al centro de la ciudad de Aguascalientes, México, que antiguamente sirvió como residencia y posteriormente fue deshabitado. El propietario Edmundo Ortega Douglas encomendó el diseño al arquitecto Federico E. Mariscal, y la construcción a Refugio Reyes Rivas. La obra comenzó en 1923 y terminó tres años más tarde.
El castillo, con aspecto de fortaleza militar semejante a los diseños franceses del feudalismo, con dos alturas además del sótano. Dispone de foso, puente levadizo, muralla exterior y una capilla religiosa, y está construido de piedra traída especialmente de San Luis Potosí.

## Historia
John Douglas, nació el 6 de febrero de 1840 en Bury, un pequeño poblado de Inglaterra. Posteriormente se fue a México, a Aguascalientes, donde fundó varias empresas como la fábrica de harinas “La Perla” y el sistema de tranvías, y se estableció en una finca conocida como “Chalet Douglas”, a un lado del terreno donde posteriormente se construyó el castillo. En 1887 su hija Adela Douglas Valencia se casó con José Guadalupe Ortega, cuyo primer hijo fue Edmundo Ortega Douglas, quien siempre tuvo una gran admiración y cariño por John Douglas, por lo que nombró a su finca “Castillo Douglas”.
“Amore ne vanitate” (Amor, no vanidad), es el emblema que se puede ver en la entrada del castillo, el cual expresa la razón principal por la que Edmundo Ortega Douglas mandó construir esta fortaleza en 1923, como prueba de su amor por Carmen Llaguno Cansino. Además de cumplir su deseo de vivir en un castillo medieval escocés, tal y como habían hecho anteriormente sus antepasados, pues su familia desciende de James Douglas, quien participó en la lucha por la independencia de Escocia. Las iniciales de Edmundo Ortega y Carmen Llaguno están talladas también en cantera sobre la puerta de entrada.
Se cree que Ortega Douglas se inspiró en un viejo castillo medieval, cuyas ruinas aún se encuentran al sureste de Edimburgo, en Castle Douglas, y donde todavía se pueden contemplar las ruinas de las torres.
El proyecto fue ejecutado por el maestro Federico E. Mariscal, reconocido arquitecto de la época, y las obras de construcción fueron realizadas por Refugio Reyes. El castillo cuenta con un hermoso vitral elaborado en Viena.[cita requerida]
Varias fotografías antiguas del edificio coinciden en nombrarlo como “Castillo Ortega”[cita requerida], y en la invitación a la boda Ortega-Llaguno, también se refieren al lugar como “Castillo Ortega”[cita requerida]. El banquete de bodas de la unión Ortega-Llaguno se llevó a cabo en el Castillo, el 22 de mayo de 1925.[cita requerida] Se cuenta[¿quién?] que en la ceremonia religiosa, celebrada en el templo de San Antonio, se colocó una alfombra roja desde el recinto hasta el castillo.[cita requerida]
La pareja residió en el castillo hasta su muerte: Carmen falleció en noviembre de 1967 y Edmundo en febrero de 1969. Tras el fallecimiento de Edmundo, uno de sus hijos estableció un taller mecánico[cita requerida], luego el castillo quedó desocupado después de 1970. En 1997 fue restaurado y se hizo un bar restaurante, que ya está inactivo. El edificio permaneció las siguientes décadas en poder de los descendientes de Edmundo Ortega y Carmen Llaguno, hasta que fue vendido en el año 2015.